# Villa Grove, Illinois
Villa Grove là một thành phố thuộc quận Douglas, tiểu bang Illinois, Hoa Kỳ. Năm 2010, dân số của thành phố này là 2537 người.

## Dân số
Dân số qua các năm:
- Năm 2000: 2553 người.
- Năm 2010: 2537 người.